# Christopher Munthe
Christopher Caspar Andreas Wilhelm Munthe (* 10. August 1879 in Düsseldorf; † 27. März 1958 in Oslo) war ein deutsch-norwegischer Landschafts-,
Porträt- und Genremaler sowie Landwirt.

## Leben
Munthe, Sohn des Düsseldorfer Landschaftsmalers Ludvig Munthe und dessen Ehefrau Lene Wilhelmina, geborene Vlierboom (1853–1901), wurde wie sein Bruder Gerhard von seinem Vater an die Malerei herangeführt. Allerdings entwickelte er sich im Unterschied zu diesen auch zu einem Porträt- und Genremaler. Als Erbe des Hofs in Årøy bei Sogndal in Norwegen lebte er spätestens 1925 dort. Aufenthalte in den Niederlanden (Katwijk, Elspeet) sind für die Jahre 1909/1910 dokumentiert. 1910 heiratete er dort Evaline Vlierboom (1888–1970). 1917 porträtierte er seinen Freund, den Marinemaler Carl Wilhelm Bøckmann Barth (1847–1919), im gleichen Jahr den Politiker Gert Falch Heiberg (1871–1944) und seine Verwandte, die Schriftstellerin Margrethe Munthe, die Schwester des Malers Gerhard Munthe.